# Mondbahn
Als Mondbahn wird die genähert elliptische Umlaufbahn des Mondes um die Erde bezeichnet. Eine exakte Keplerellipse wäre nur zu erwarten, wenn lediglich die Anziehungskraft einer kugelförmigen Erde auf den Mond wirken würde. 
| Mondbahn | Mondbahn                        | Mondbahn    |
| --- | ------------------------------- | ----------- |
| Mittlere elliptische geozentrische Bahnelemente, bezogen auf die mittlere Ekliptik und das mittlere Äquinoktium zur Epoche J2000.0                                                 |                                 |             |
| Große Halbachse | 383 397,791 6 km                | [ 1 ] [ 2 ] |
| Exzentrizität | 0,055 545 526                   | [ 1 ] [ 2 ] |
| Kleine Halbachse | 382 805,885 km                  | [ 3 ]       |
| Bahnlänge | 2 407 100,2 km                  | [ 4 ]       |
| Neigung gegen die Ekliptik | 5,156 689 83°                   | [ 1 ] [ 2 ] |
| Länge des aufsteigenden Knotens | 125,044 555 04°                 | [ 1 ] [ 2 ] |
| Bewegung des aufsteigenden Knotens | −19,341 361 8°/Jahr (retrograd) | [ 1 ]       |
| Länge des Perigäums | 83,353 242 99°                  | [ 1 ] [ 2 ] |
| Bewegung des Perigäums | +40,690 137°/Jahr (prograd)     | [ 1 ]       |
| Mittlere Länge | 218,316 654 36°                 | [ 1 ] [ 2 ] |
| Mittlere siderische Bewegung | 13,176 358 230 557 8°/Tag       | [ 2 ]       |
| Die obigen Zahlenwerte sind nur Mittelwerte und nur gültig für den Zeitpunkt J2000.0; die Bahnelemente unterliegen teilweise erheblichen periodischen und säkularen Veränderungen. |                                 |             |
| Neigung des Mondäquators gegen die Ekliptik | 1,542 67°                       | [ 5 ]       |
| Gravitative säkulare Akzeleration | +6,0463″/Jhdt.2                 | [ 6 ]       |
| Gezeitenbedingte säkulare Akzeleration | −25,858″/Jhdt.2                 | [ 7 ]       |

Die als Bahnstörungen bezeichneten Abweichungen werden vor allem von der Anziehung durch die Sonne verursacht. Den nächstgrößten Einfluss hat die Erdabplattung, gefolgt von den Anziehungskräften der übrigen Planeten. Die genaue Bahnberechnung, früher als Mondtheorie bezeichnet, ist eine komplizierte Aufgabe der Himmelsmechanik. Die Auseinandersetzung mit diesem Problem gab Anstoß zu vielen bedeutenden physikalischen und mathematischen Entwicklungen.

## Bahngeometrie

Mittlere Mondbahn. Die Ellipse ist fast kreisförmig (die Abweichung beträgt eine halbe Linienbreite). Erde (blau) und Mond (weiß, rechts) haben maßstabsgetreue Durchmesser. Einer der Brennpunkte der Ellipse (rot) ist der Erde-Mond-Schwerpunkt.

In einem geozentrischen Bezugssystem, in dem die Erde als stillstehend betrachtet wird, stellt die Mondbahn näherungsweise eine Keplerellipse um die Erde dar. Aufgrund verschiedener Bahnstörungen, die hauptsächlich von der Anziehungskraft der Sonne verursacht werden, verändert diese Ellipse jedoch in komplizierter Weise sowohl ihre Form als auch ihre Lage im Raum. Auch die Bahngeschwindigkeit des Mondes folgt deshalb dem 2. Keplerschen Gesetz nur sehr ungenau.
In einem heliozentrischen Bezugssystem beschreibt der Erde-Mond-Schwerpunkt eine Keplerellipse. Der Mond bewegt sich dabei abwechselnd außerhalb und innerhalb der Erdbahn, wobei seine Bahn stets zur Sonne hin gekrümmt ist (siehe Abschnitt heliozentrische Mondbahn). 

### Form
Der Orbit des Mondes um die Erde ist veränderlich und näherungsweise eine Ellipse, im Mittel beträgt deren große Halbachse 383.398 km und ihre numerische Exzentrizität circa 0,055. Dies entspräche einem Perigäumsabstand von 362.102 km  und einem Apogäumsabstand von 404.694 km  von der Erde. Wegen der erwähnten Störungen schwanken jedoch sowohl die große Halbachse als auch die Exzentrizität (→ Bahnstörungen), so dass auch größere und kleinere Extremdistanzen möglich sind. Die zeitlich gerechnet durchschnittliche Entfernung Erde–Mond beträgt rund 385.000 km, für Näheres siehe den Abschnitt Erdabstand.
Der Mond bewegt sich auf dieser Bahn rechtläufig (in gleiche Richtung wie die Erde und die anderen Planeten des Sonnensystems), also vom Nordpol der Ekliptik aus betrachtet gegen den Uhrzeigersinn. Für einen Beobachter auf der Erde ist infolge der Erdrotation eine scheinbare tägliche Bewegung des Mondes über dem Horizont zu sehen, er geht wie Sonne und Sterne im Osten auf und im Westen unter. Doch ist diese scheinbare Bewegung langsamer als die der Fixsterne, er bleibt gegenüber dem Sternenhimmel täglich etwa 13° zurück und erreicht die vorige Stellung wieder nach 27,3 Tagen, der Periode eines siderischen Monats.
Auf seiner Umlaufbahn um die Erde beträgt die Bahngeschwindigkeit des Mondes im Mittel 1,023 km/s, sie schwankt zwischen 0,964 km/s und 1,076 km/s.
Die Angabe von 383.400 km für die große Halbachse bezieht sich auf ein Bezugssystem mit dem Ursprung im Erdmittelpunkt. Bezieht man die Bewegung stattdessen auf das Baryzentrum, den gemeinsamen Schwerpunkt des Erde-Mond-Systems, laufen Mond und Erde auf Ellipsen um, für die das Baryzentrum einen gemeinsamen Brennpunkt darstellt. Da die Mondmasse etwa 1 / 81,3 der Erdmasse beträgt, liegt das Baryzentrum dem Massenverhältnis entsprechend im Mittel 385.000 km / (81,3+1) ≈ 4680 km vom Erdmittelpunkt entfernt – also nur etwa 1700 km tief im Erdmantel. Der Erdmittelpunkt läuft somit einmal im Monat in einem mittleren Abstand von 4680 km um das Baryzentrum; die Bahnellipse des Mondes um das Baryzentrum hat entsprechend eine große Halbachse von 383.400 km * 81,3 / 82,3 ≈ 378.700 km. Erdmittelpunkt, Baryzentrum und Mondmittelpunkt liegen dabei stets auf einer gemeinsamen Linie und in einer gemeinsamen Ebene, der Mondbahnebene. Da diese um 5,2° gegen die Ekliptik geneigt ist, läuft der Erdmittelpunkt immer etwas ober- oder unterhalb der durch den Lauf des Baryzentrums definierten Ekliptikebene um die Sonne. Die ekliptikale Breite der Erde – ihre Abweichung von der Ekliptikebene, betrachtet von der Sonne aus – kann bis zu 0,7″ betragen.

### Lage

Die Knoten der Mondbahn
(Neigung i übertrieben dargestellt)

Die Ebene der Mondbahn ist gegen die Bahnebene der Erde, die Ekliptikebene, im Mittel um ca. 5,2° geneigt. Daher kreuzt der Mond nach jedem halben Umlauf die Ekliptik und steht abwechselnd oberhalb und unterhalb. Die Neigung schwankt allerdings mit einer Periode von 173 Tagen (ein halbes Finsternisjahr) um etwa ±0,15° um diesen mittleren Wert (→ Bahnstörungen).
Die Schnittlinie von Erd- und Mondbahnebene (die Knotenlinie) steht nicht mit fixer Ausrichtung im Raum, wie es bei Abwesenheit von Störungen der Fall wäre, sondern vollführt in 18,61 Jahren eine volle rückläufige Drehung um 360° entlang der Ekliptik (→ Bahnstörungen). Aufgrund dieser Präzessionsbewegung verschieben sich die Zeiten, zu denen die Mondbahn abwechselnd über und unter der Ekliptik verläuft, so dass die Bahn des Mondes im Mittel über einen ganzen Präzessionszyklus mit der Ekliptikebene zusammenfällt. Dies unterscheidet den Erdmond von den meisten anderen Monden, die entweder im Mittel in der Äquatorebene ihres Planeten kreisen oder als eingefangene Monde sehr starke Bahnneigungen aufweisen (siehe Laplace-Ebene).
Auch die Lage der Apsidenlinie, welche die Ausrichtung der großen Halbachse der Ellipse innerhalb der Bahnebene beschreibt, bleibt nicht konstant, da die Störungen eine Apsidendrehung mit einer Periode von 8,85 Jahren bewirken (→ Bahnstörungen). In diesem Zeitraum läuft das Perigäum einmal rechtläufig um die ganze Bahn.

### Erdabstand

#### Mittlerer Abstand
Das zeitliche arithmetische Mittel des veränderlichen Abstandes zwischen den Mittelpunkten von Mond und Erde beträgt 385 001 km.
Dies lässt sich z. B. aus der von Chapront und Chapront-Touzé gegebenen Reihenentwicklung des Abstandes ersehen:
{\displaystyle {\begin{alignedat}{3}{\frac {d}{\mathrm {km} }}=385000{,}5584&\ -\ &20905{,}3550&\cdot \cos(G_{M})\\&\ -\ &\ 3699{,}1109&\cdot \cos(2D-G_{M})\\&\ -\ &\ 2955{,}9676&\cdot \cos(2D)\\&\ -\ &\ \ 569{,}9251&\cdot \cos(2G_{M})\\&\ \pm \ &\dotsc &\end{alignedat}}}
Bildet man das arithmetische Mittel über diesen Ausdruck, so fallen die Cosinus-Terme fort, und als Mittelwert bleiben gerundet 385 001 km. (Zur Bedeutung von GM und D siehe → Fundamentalargumente.)
Traditionell werden jedoch 384 400 km angegeben. Dieser Wert entstammt einer anderen mathematischen Formulierung. Die Mondtheorie von E. W. Brown gab die Entfernung nicht unmittelbar in Kilometern, sondern als Horizontalparallaxe des Mondes an:
{\displaystyle {\begin{alignedat}{3}\pi =0{,}9507245&\ +\ &0{,}0518128^{\circ }&\cdot \cos(G_{M})\\&\ +\ &0{,}0095303^{\circ }&\cdot \cos(2D-G_{M})\\&\ +\ &0{,}0078422^{\circ }&\cdot \cos(2D)\\&\ +\ &0{,}0008571^{\circ }&\cdot \cos(2D+G_{M})\\&\ \pm \ &\dots &\end{alignedat}}}
Bildet man auch hier das arithmetische Mittel, so bleibt ebenfalls nur der konstante Term, und die mittlere Mondparallaxe beträgt 0,950 724 5°. Berechnet man daraus den Abstand des Mondes
{\displaystyle d^{\prime }={\frac {6378{,}14\ {\text{km}}}{\sin(\pi )}}}
so erhält man 384 399 km, was gerundet dem traditionell gebräuchlichen Wert entspricht.
Die beiden Zahlenwerte sind nicht identisch, weil einmal über die Entfernung selbst und einmal über deren Kehrwert (in Gestalt der Parallaxe) gemittelt wird, siehe harmonisches Mittel. Aus mathematischer Sicht sind beide Mittelwertbildungen gleichermaßen legitim.

#### Extremabstände

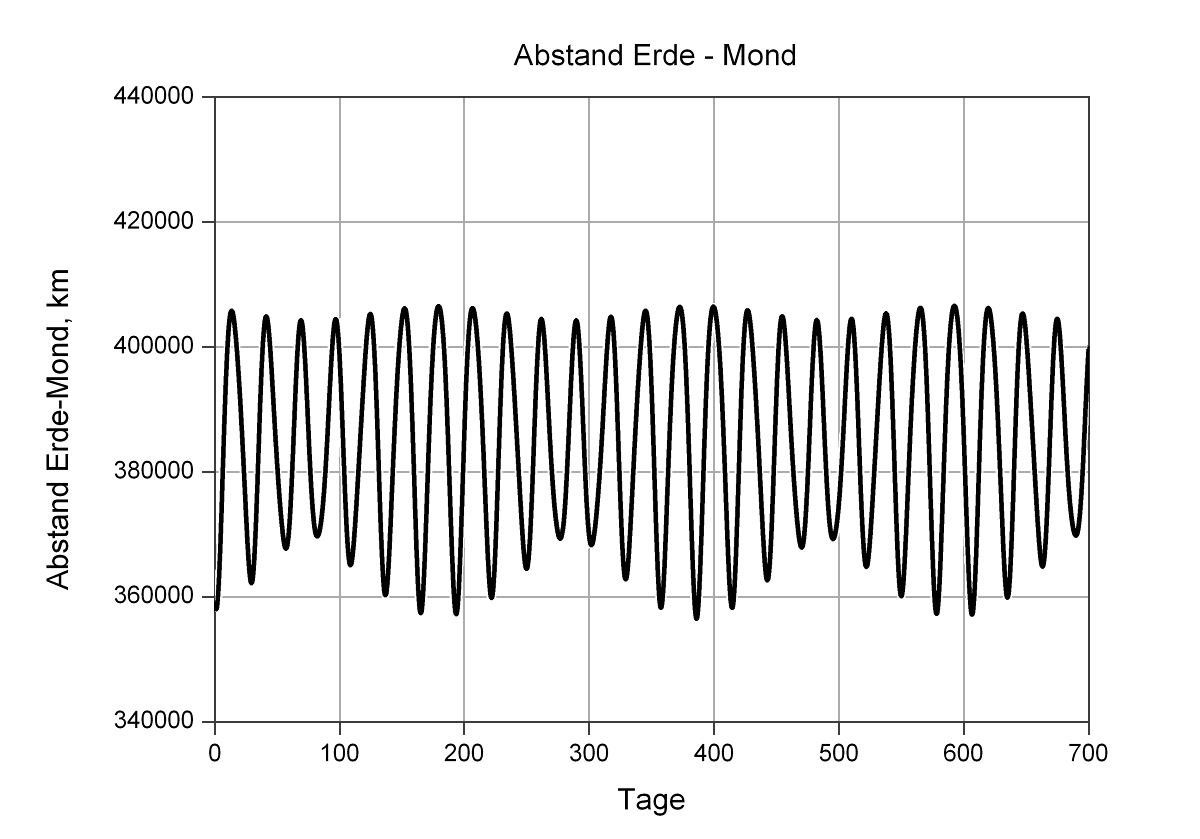
Die Perigäums- und Apogäumsabstände unterliegen starken Schwankungen.

Wäre die Mondbahn eine ungestörte Ellipse, so würde der Mond stets dieselben Perigäums- und Apogäumsabstände durchlaufen. Da die Exzentrizität der Bahn jedoch periodischen Veränderungen unterliegt, ergeben sich unterschiedliche Extremabstände, je nachdem, wie genau ein Apsidendurchlauf des Mondes mit einer besonders großen oder kleinen Exzentrizität zusammenfällt. Die Exzentrizität nimmt alle 206 Tage ein Maximum an, wenn die große Halbachse der Mondbahn in Richtung der Sonne zeigt. Dann ist der Perigäumsabstand besonders gering und der Apogäumsabstand besonders groß. Steht die große Halbachse im rechten Winkel zur Sonnenrichtung, dann nimmt die Exzentrizität ein Minimum an und die Apsidenabstände sind weniger extrem. Darüber hinaus sind auch diese Veränderungen der Bahn nicht immer gleich groß und zusätzlich langfristigen Driften unterworfen. Es existiert daher eine komplizierte Verteilung von Perigäums- und Apogäumsabständen, ohne dass ein eindeutiger größter oder kleinster Wert angegeben werden könnte. Je extremer ein Abstand ist, umso seltener tritt er auf, es besteht aber praktisch immer die Möglichkeit, bei hinreichender Suche einen noch extremeren Wert zu finden. Verschiedene Autoren nennen daher auch unterschiedlich gerundete Extremwerte.

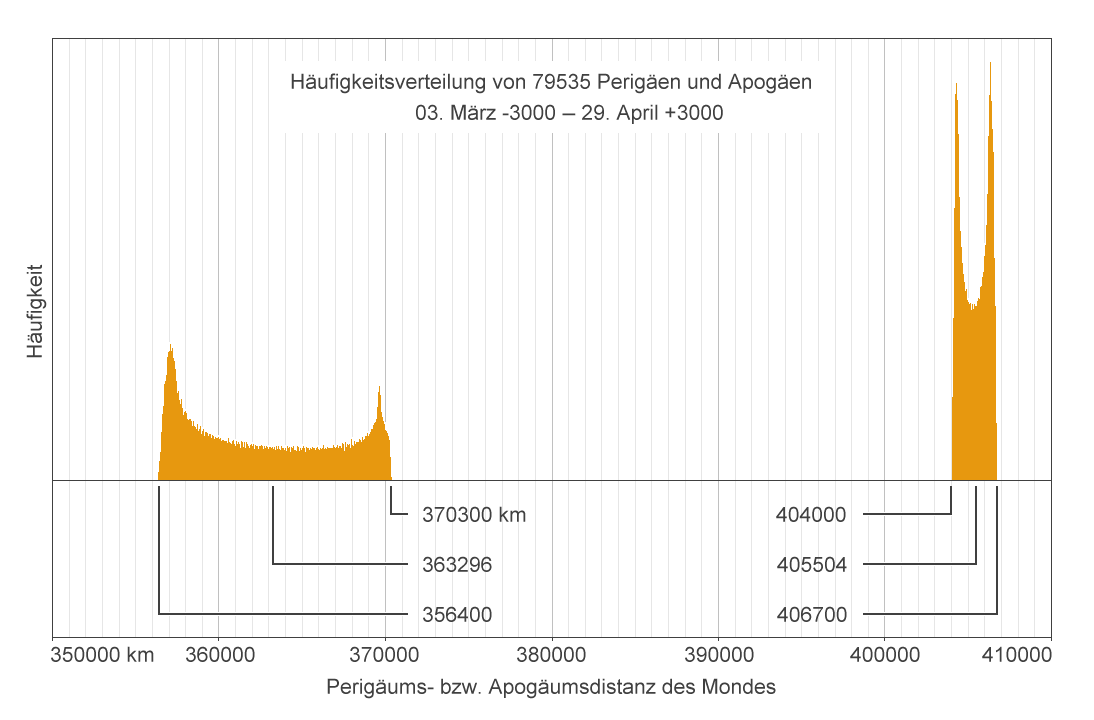
Häufigkeitsverteilung der Perigäums- und Apogäumsabstände

Einen vereinfachten Überblick über die Verteilung der auftretenden Abstände gibt die folgende Tabelle:
|            | Perigäumsabstand | Apogäumsabstand |
| ---------- | ---------------- | --------------- |
| kleinster: | 356 400 km       | 404 000 km      |
| mittlerer: | 363 296 km       | 405 504 km      |
| größter:   | 370 300 km       | 406 700 km      |

Wie zu erkennen ist, variieren die Perigäumsabstände deutlich stärker als die Apogäumsabstände.
Einzelwerte können auch außerhalb der angegebenen gerundeten Grenzen auftreten. Als Rekordwerte im Zeitraum von 1500 v. Chr. bis 8000 n. Chr. finden sich:
- größter Apogäumsabstand: 406 719,97 km am 7. Januar 2266
- kleinster Perigäumsabstand: 356 352,93 km am 13. November 1054 v. Chr.

Ein besonders geringer Perigäumsabstand wird dann erreicht, wenn der Mond das Perigäum als Vollmond durchläuft, die Erde sich im Aphel befindet und der Mond gleichzeitig seinen größtmöglichen Abstand von der Ekliptik (Inklination, also größte nördliche oder südliche Breite) hat. Ein besonders großer Apogäumsabstand wird erreicht, wenn der Mond das Apogäum als Neumond durchläuft, die Erde sich im Perihel befindet und der Mond seinen größten Ekliptikabstand hat.

## Bahnperioden

Sonnen- und Mondfinsternisse sind nur möglich, wenn sich der Mond (rot) in der Nähe eines Knotendurchgangs befindet (A und C).

Der Mond benötigt im Mittel 27,32 Tage, um die Erde in Bezug auf den Fixsternhimmel einmal zu umrunden. Nach diesem siderischen (d. h. auf die Sterne bezogenen) Monat zieht er von der Erde aus gesehen wieder an demselben Stern vorbei.
Während eines solchen Monats wandert die Erde ihrerseits auf ihrem Sonnenumlauf weiter. Dabei ändert sich auch die Richtung, in welcher die Sonne von der Erde aus gesehen erscheint. Hat der Mond nach einem siderischen Monat seine ursprüngliche Stellung bezüglich der Fixsterne wieder erreicht, so muss er zusätzlich etwa 29° zurücklegen, um wieder dieselbe Stellung zur Sonne und somit dieselbe Mondphase zu erreichen. Er braucht dafür im Mittel gut zwei Tage; der synodische Monat, der einem kompletten Durchlauf aller Mondphasen (einer Lunation) entspricht, hat daher eine Länge von 29,53 Tagen. Dies ist der mittlere Zeitabstand, mit dem sich eine Mondphase wiederholt (z. B. von Vollmond zu Vollmond).
Wegen der Apsidendrehung (s. o.) wandern Perigäum und Apogäum die Bahn entlang, und zwar in derselben Richtung wie der Mond selbst, so dass er nach Absolvierung eines siderischen Monats noch ein Stück zurücklegen muss, um wieder bei derselben Apside anzukommen. Der anomalistische Monat von 27,55 Tagen ist die Zeitdauer zwischen zwei Durchgängen des Mondes durch das Perigäum oder Apogäum seiner Bahn und damit die eigentliche Bahnperiode (anomalistische Periode) der Ellipsenbahn.
Wegen der Präzession der Mondbahnebene (s. o.) wandern die Bahnknoten die Ekliptik entlang, und zwar der Bewegung des Mondes entgegen, so dass er bereits früher zum selben Knoten zurückkehrt als zum selben Stern. Der drakonitische Monat als der Zeitabstand zwischen zwei Durchgängen des Mondes durch denselben Knoten hat daher im Mittel eine Länge von nur 27,2 Tagen. Da Mond- und Sonnenfinsternisse nur stattfinden können, wenn der Mond sich in der Nähe eines Bahnknotens befindet, liegt zwischen zwei Finsternissen, die den Mond am selben Knoten haben, immer eine ganzzahlige Anzahl von drakonitischen Monaten. Zwischen zwei beliebigen Finsternissen liegt immer eine ganzzahlige Anzahl von halben drakonitischen Monaten.
Die mittleren Längen der verschiedenen Monate betragen:
| Drakonitischer Monat  | : | Rückkehr zum selben Bahnknoten, | 27d | 5h  | 5m  | 35,9s | oder | 27,212 221 Tage |
| Tropischer Monat      | : | Rückkehr zum Frühlingspunkt,    | 27d | 7h  | 43m | 4,7s  | oder | 27,321 582 Tage |
| Siderischer Monat     | : | Rückkehr zum selben Stern,      | 27d | 7h  | 43m | 11,6s | oder | 27,321 662 Tage |
| Anomalistischer Monat | : | Rückkehr zur selben Apside,     | 27d | 13h | 18m | 33,1s | oder | 27,554 550 Tage |
| Synodischer Monat     | : | Rückkehr zur selben Mondphase,  | 29d | 12h | 44m | 2,9s  | oder | 29,530 589 Tage |

Die genannten Monatslängen sind Mittelwerte. Da die Bewegungen sowohl des Mondes als auch der Erde auf ihren elliptischen Bahnen ungleichförmig sind, können einzelne Monate mehr oder weniger stark davon abweichen. Die Dauer eines gegebenen synodischen Monats kann beispielsweise bis zu etwa 7 Stunden länger oder 6 Stunden kürzer sein als der mittlere synodische Monat. Darüber hinaus unterliegen die mittleren Monatslängen aufgrund langfristiger Veränderungen der Erd- und Mondbahn einer langsamen Drift. Die genaue Länge des mittleren synodischen Monats beispielsweise berechnet sich gemäß
Msyn = 29,5305888531d + 0,00000021621 T − 3,64·10−10 T2,
wobei T die seit der Standardepoche J2000.0 verstrichene Anzahl Julianischer Jahrhunderte ist. Langfristig ist dabei ist zu beachten, dass sich die Rotationsgeschwindigkeit der Erde verlangsamt. Gemessen in jeweils aktuellen Tageslängen wird sich daher die Länge eines synodischen Monats verringern.
In einer Zeitspanne von 223 synodischen Monaten gehen auch 242 drakonitische Monate fast exakt ganzzahlig auf. Nach dieser Zeitspanne kehrt der Mond also sowohl zur selben Mondphase als auch zum selben Knoten zurück. Damit wiederholen sich auch die Voraussetzungen für eine Sonnen- oder Mondfinsternis, und 223 synodische Monate nach einer gegebenen Finsternis ist daher erneut mit einer Finsternis zu rechnen. Diese Zeitspanne von 18 Jahren und 10 1/3 Tagen (bzw. 11 1/3 Tagen je nach Anzahl der enthaltenen Schaltjahre) ist die als Finsternisperiode bekannte Saros-Periode. Da in einer Saros-Periode zudem fast exakt 239 anomalistische Monate enthalten sind, hat der Mond auch wieder denselben Erdabstand und dieselbe von der Anomalie abhängige Große Ungleichheit (siehe unten), so dass die zweite Finsternis sehr ähnlich abläuft wie die erste.

## Cassinische Gesetze der Mondrotation

Animation: die Libration des Mondes, eine Folge seiner Ellipsenbahn

Die wesentlichen Zusammenhänge zwischen der Eigenrotation des Mondes und seiner Bahnbewegung wurden von J. D. Cassini erkannt und im Jahre 1693 veröffentlicht:
1. Der Mond rotiert gleichmäßig um seine Polachse; seine Rotationsperiode ist identisch mit der mittleren siderischen Periode seines Umlaufs um die Erde.
2. Die Neigung der Mondachse gegen die Ekliptik bleibt konstant.
3. Der absteigende Knoten des Mondäquators auf der Ekliptik fällt mit dem aufsteigenden Knoten der Mondbahn auf der Ekliptik zusammen und präzediert gemeinsam mit ihm.

Diese Gesetze beschreiben mehrere Beobachtungstatsachen. Ein irdischer Beobachter sieht stets die gleiche Seite des Mondes. Also dreht dieser sich offensichtlich in derselben Zeitspanne einmal um sich selbst, in der er einmal um die Erde läuft; das ist das Erste Cassinische Gesetz. Doch während die Eigenrotation nahezu gleichförmig abläuft, verläuft der Umlauf entlang der elliptischen Bahn mit unterschiedlicher Geschwindigkeit; trotz gebundener Rotation ergibt sich daher während eines Mondumlaufs nicht stets exakt derselbe Anblick. Aus Sicht des Beobachters scheint der umlaufende Mond periodische seitliche Drehungen um bis zu knapp ±8° zu vollführen, die Libration in Länge. So ist einmal etwas mehr vom Westrand und einmal etwas mehr vom Ostrand des Mondes zu sehen. Diese Librationsbewegung wurde von Hevelius entdeckt.

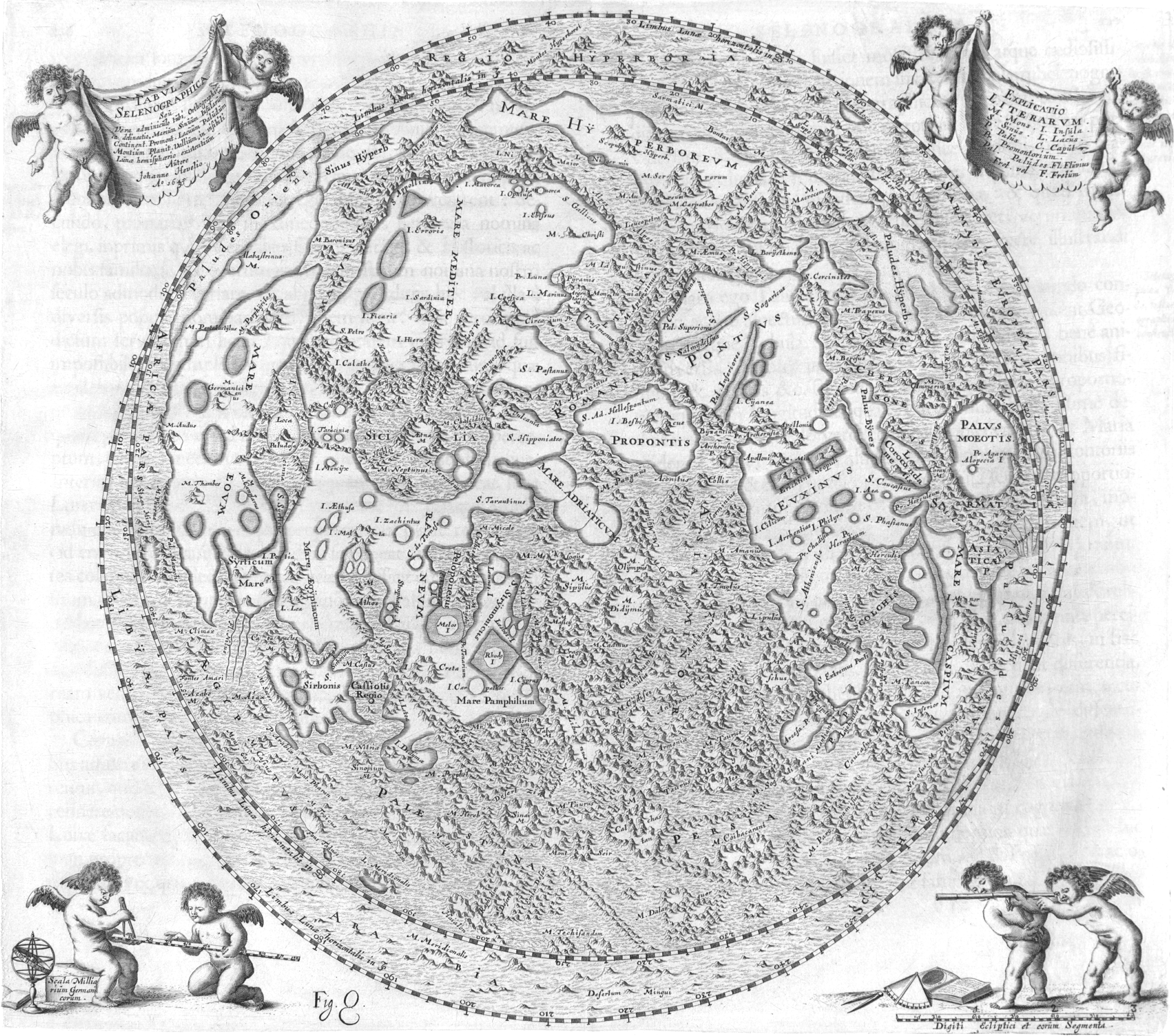
Auf Hevelius’ Mondkarte sind erstmals die Librationsgebiete abgebildet, die nur bei günstiger Librationsstellung sichtbar werden.

Auf Galilei geht die Entdeckung zurück, dass der Mond darüber hinaus auch eine Nickbewegung ausführt, die Libration in Breite: zeitweise ist mehr vom Nordrand und zeitweise mehr vom Südrand des Mondes zu sehen. Würde die Achse des Mondes jedoch senkrecht auf seiner Bahnebene stehen, so müsste sie dem ja ebenfalls in der Bahnebene befindlichen Beobachter stets unverändert erscheinen; die Beobachtung erwies also eine Neigung der Mondachse bezüglich der Bahn. Stünde die Achse z. B. senkrecht auf der Ekliptikebene, so wäre sie um gut 5° gegen die Bahn geneigt und der Beobachter könnte ein Nicken um gut ±5° sehen; beobachtet werden aber ca. ±7°, die stets bei maximaler ekliptikaler Breite des Mondes erreicht werden. Daraus folgt, dass die Mondachse noch zusätzlich geneigt sein muss, und zwar in der Form, dass die Nordhalbkugel des Mondes beim Erreichen seiner maximalen nördlichen Breite noch etwas weiter von der Erde weggeneigt und bei Erreichen der maximalen südlichen Breite noch etwas weiter zur Erde hingeneigt ist. Diese Konfiguration wird durch das Dritte Cassinische Gesetz beschrieben. Es lässt sich auch wie folgt ausdrücken: die Senkrechte auf der Mondbahn, die Senkrechte auf der Ekliptik und die Rotationsachse des Mondes liegen gemeinsam in einer Ebene, wobei die Ekliptiksenkrechte zwischen den beiden anderen liegt. Da die Mondbahn eine Präzessionsbewegung ausführt (→ Drehung der Knotenlinie), die beschriebene Konfiguration aber – wie die Beobachtung zeigt – erhalten bleibt, muss also auch die Rotationsachse des Mondes eine Präzessionsbewegung in derselben Richtung und mit derselben Geschwindigkeit wie die Mondbahnebene ausführen.
Die Mondbahnebene ist um 5,2° gegen die Ekliptikebene geneigt und die Äquatorebene des Mondes ist wiederum um 6,7° gegen die Mondbahnebene geneigt, allerdings in entgegengesetzter Richtung (Drittes Cassinisches Gesetz). Die Neigungen heben sich daher fast auf, und der Mondäquator ist lediglich um 1,5° gegen die Ekliptik geneigt. Daher unterliegt die Sonneneinstrahlung auf dem Mond fast keinen jahreszeitlichen Schwankungen, und an den Mondpolen befindet sich die Sonne stets in der Nähe des Horizonts.
Der Mondäquator ist um 6,7° gegen die Mondbahnebene und um 1,5° gegen die Ekliptik geneigt, der Winkel zwischen Mondbahnebene und Ekliptik variiert aber um ±0,15° (→ Schwankung der Bahnneigung). Nach dem Zweiten Cassinischen Gesetz bleibt die Neigung des Mondes bezüglich der Ekliptik konstant, daher variiert die Neigung des Mondes bezüglich seiner eigenen Bahn um ±0,15°.
Wie die theoretische Himmelsmechanik später zeigen konnte, beschreiben die Cassinischen Gesetze einen dynamisch stabilen Zustand. Dabei ist die längste Achse des als dreiachsiges Ellipsoid beschriebenen Mondes (im Mittel) stets auf die Erde ausgerichtet. Diese Ausrichtung entspricht einem Minimum der Gravitationsenergie und bleibt daher stabil. Ein Ellipsoid kann darüber hinaus nur stabil (ohne zu taumeln) rotieren, wenn es um die Achse mit dem größten oder dem kleinsten Trägheitsmoment rotiert. Im Falle des Mondes wird die längste Achse (welche das kleinste Trägheitsmoment besitzt) wie eben beschrieben durch die Erde festgehalten, die Rotation des Mondes erfolgt daher um die kürzeste Ellipsoidachse. Diese Rotationsachse kann darüber hinaus nicht exakt senkrecht auf der Mondbahnebene stehen, da sonst die Erde in der Äquatorebene des Mondes läge und kein Drehmoment ausüben könnte, welches die im Dritten Cassinischen Gesetz beschriebene Präzession der Mondachse verursacht. Die Neigung stellt sich (aus energetischen Gründen) so ein, dass die Präzession der Mondachse mit derselben Bewegungsrate erfolgt wie die Präzession der Mondbahn.
Aufgrund der erheblichen Bahnstörungen folgt das Erde-Mond-System nicht strikt den empirisch gefundenen Cassinischen Gesetzen, sondern führt Schwankungen um die ideale Konfiguration aus. Die Cassinischen Gesetze gelten daher nur im Mittel betrachtet.

## Bahnstörungen
Die Bahn des Mondes lässt sich näherungsweise als eine Keplerellipse beschreiben. Doch während eine ungestörte Keplerellipse zweier Punktmassen sowohl ihre Gestalt als auch ihre Lage im Raum beibehalten würde, unterliegt die Mondbahn zahlreichen zusätzlichen Gravitationseinflüssen und ändert ihre Form und Lage merklich. Die hauptsächlichen Störeinflüsse sind
1. die Gravitationswirkung der Sonne
2. die Erdabplattung (Abweichung des Erdkörpers von der Kugelgestalt)
3. die Gravitationswirkung der Planeten (vor allem Venus und Jupiter).

### Fundamentalargumente
Zur Interpretation und Berechnung der im Folgenden erläuterten Störungen werden die jeweils für den gesuchten Zeitpunkt zu bestimmenden „Fundamentalargumente“ benötigt, welche die mittlere Position des Mondes und der Sonne bezüglich verschiedener Referenzpunkte beschreiben:
| LM | = | 218,316 654 36° + 13,176 358 230 557 8°/d · t | : | mittlere ekliptikale Länge des Mondes (mittlerer Abstand vom Frühlingspunkt)            |
|    |   |                                               |   | Periode: ein tropischer Monat von 27,32158 Tagen                                        |
| GM | = | 134,963 411 38° + 13,064 992 953 630°/d · t   | : | mittlere Anomalie des Mondes (mittlerer Abstand vom Perigäum)                           |
|    |   |                                               |   | Periode: ein anomalistischer Monat von 27,55455 Tagen                                   |
| GS | = | 357,529 109 18° + 0,985 600 281 756 0°/d · t  | : | mittlere Anomalie der Sonne (mittlerer Abstand vom Perihel)                             |
|    |   |                                               |   | Periode: ein anomalistisches Jahr von 365,25964 Tagen                                   |
| D  | = | 297,850 204 20° + 12,190 749 117 502°/d · t   | : | mittlere Elongation des Mondes (mittlerer Winkelabstand von der Sonne)                  |
|    |   |                                               |   | Periode: ein synodischer Monat von 29,53059 Tagen                                       |
| FM | = | 93,272 099 32° + 13,229 350 240 310°/d · t    | : | mittleres Argument der Breite für den Mond (mittlerer Abstand vom aufsteigenden Knoten) |
|    |   |                                               |   | Periode: ein drakonitischer Monat von 27,21222 Tagen                                    |

Dabei ist t die Anzahl der seit dem Standardäquinoktium J2000.0 verstrichenen Tage: t = JD − 2451545,0.

### Schwankung der großen Halbachse

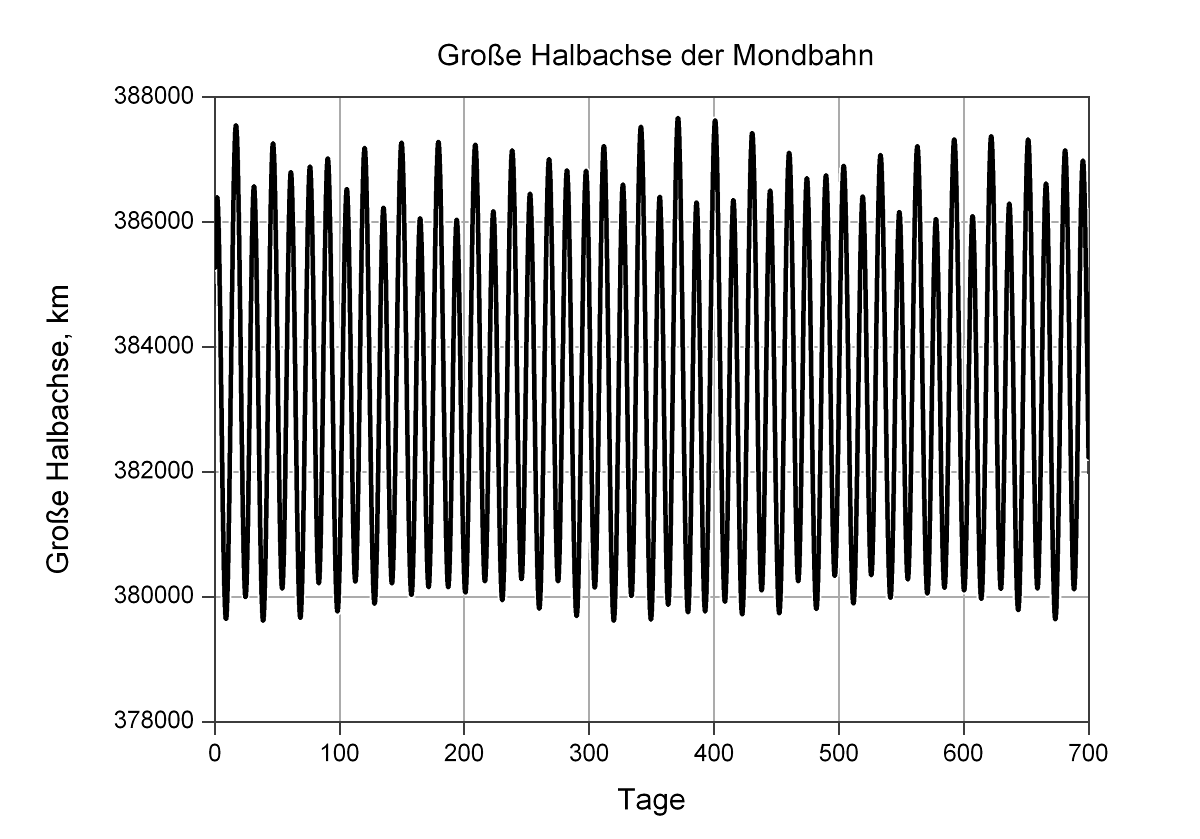
Schwankungen der großen Halbachse.

Dem Mittelwert 383 397,8 km der großen Halbachse überlagern sich zahlreiche periodische Schwankungen. Die bedeutendsten sind eine Schwankung um ±3400,4 km mit einer Periode von 14,76 Tagen und eine um ±635,6 km mit einer Periode von 31,81 Tagen.
Wie die Reihenentwicklung zeigt
{\displaystyle {\begin{aligned}a=383\;397{,}8\;\mathrm {km} &+3\;400{,}4\;\mathrm {km} \cdot \cos(2D)\\&-\ 635{,}6\;\mathrm {km} \cdot \cos(2D-G_{M})\\&-\ 235{,}6\;\mathrm {km} \cdot \cos(G_{M})\\&\pm \ \dots \end{aligned}}}
nimmt dabei der führende Schwankungsterm den größten positiven Wert an, wenn die Elongation D den Wert 0° oder 180° annimmt, also bei Neumond und Vollmond. Die größten negativen Werte dieses Terms ergeben sich im ersten und letzten Viertel (D = 90° oder 270°).

### Schwankung der Exzentrizität

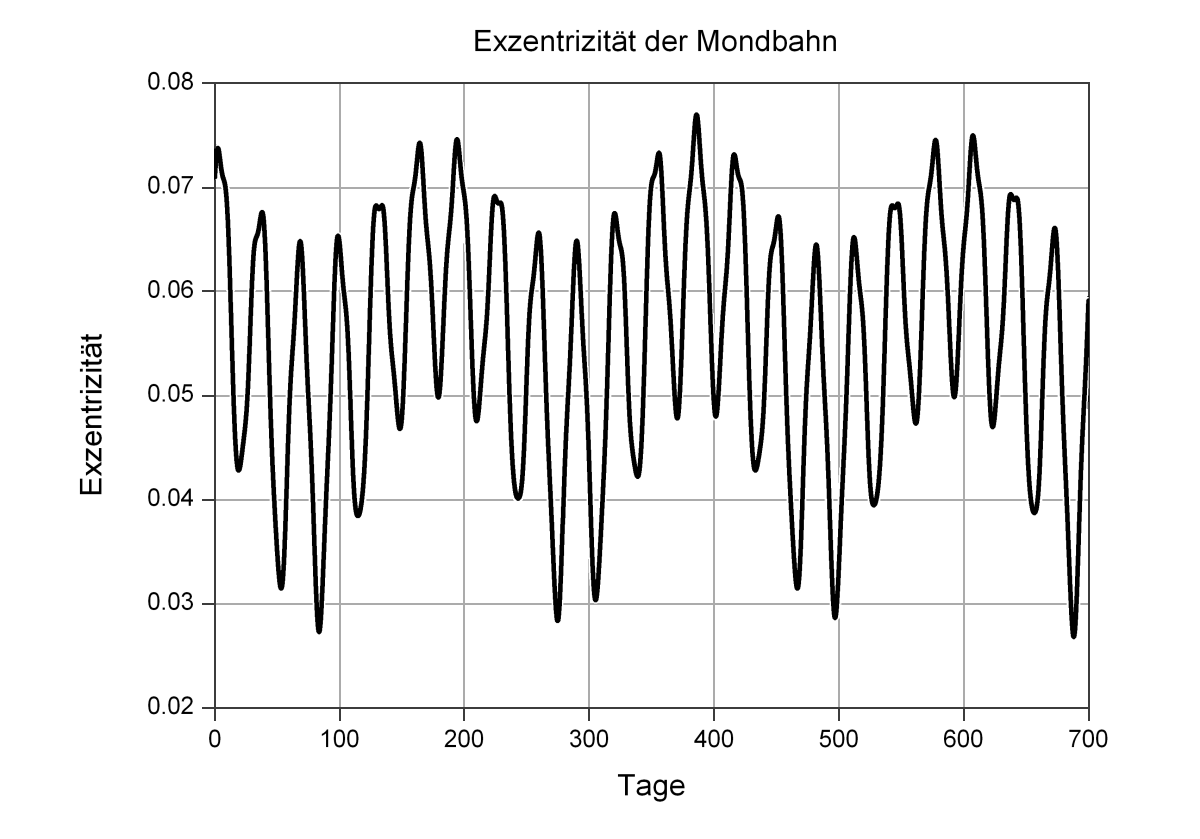
Schwankungen der Exzentrizität.

Dem Mittelwert 0,055 546 der Exzentrizität überlagern sich ebenfalls zahlreiche periodische Schwankungen. Die bedeutendsten sind eine Schwankung um ±0,014 217 mit einer Periode von 31,81 Tagen und eine Schwankung um ±0,008 551 mit einer Periode von 205,9 Tagen.
Die Reihenentwicklung
{\displaystyle {\begin{aligned}e=0{,}055546&+0{,}014216\cdot \cos(2D-G_{M})\\&+0{,}008551\cdot \cos(2D-2G_{M})\\&-0{,}001383\cdot \cos(G_{M})\\&\pm \dotsc \end{aligned}}}
lässt erkennen, dass die Exzentrizität ein Maximum annimmt, wenn die große Halbachse der Mondbahn in Richtung der Sonne zeigt (dann ist 2D − 2GM = 0° oder 360°, also D = GM oder GM + 180°). Dies geschieht im Mittel alle 205,9 Tage (etwas mehr als ein halbes Jahr, da die Apsidenlinie sich ja gleichzeitig prograd um 0,11140 Grad pro Tag bewegt). Sie nimmt ein Minimum an, wenn die große Halbachse senkrecht zur Sonne steht (2D − 2GM = ±180°).
Dieser Schwankung überlagern sich starke Schwankungen kürzerer Periode (mit Maxima bei 2D − GM = 0° oder 360°, alle 31,8 Tage) sowie eine Vielzahl kleinerer Schwankungen.
Die Exzentrizität schwankt insgesamt zwischen den Extremwerten 0,026 und 0,077.

### Drehung der Knotenlinie

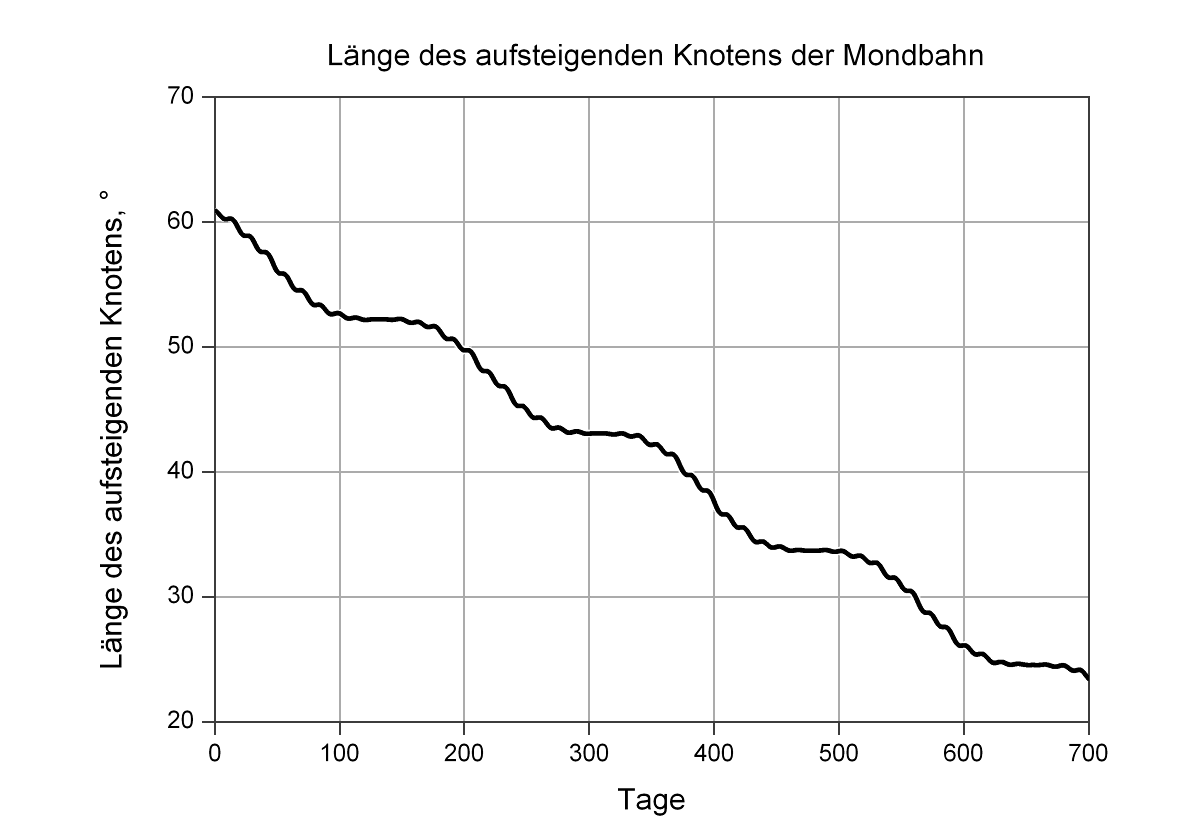
Bewegung des aufsteigenden Knotens.

Die Knotenline steht nicht fix im Raum, sondern bewegt sich rückläufig entlang der Ekliptik. Die Knoten kommen daher dem Mond entgegen, weshalb ein drakonitischer Monat (die Rückkehr zum selben Knoten) kürzer ist als ein siderischer Monat (Rückkehr zum selben Fixstern).
Die mittlere Geschwindigkeit dieser Bewegung beträgt in Bezug auf den (selbst beweglichen) Frühlingspunkt 19,34° pro Jahr. Für einen vollständigen Umlauf braucht die Knotenlinie 18,6 Jahre (genauer 6798,38 Tage; ein Umlauf bezüglich der Fixsterne dauert 6793,48 Tage).
Auch dieser Bewegung überlagern sich periodische Schwankungen. Der größte Schwankungsterm hat eine Amplitude von 1,4979° und eine Periode von 173,31 Tagen. Diese Schwankung wurde von Tycho Brahe entdeckt. Sie führt dazu, dass die Knotenlinie kurzzeitig beinahe stillsteht, wenn sie in Richtung Sonne zeigt.
Je nach gegenseitiger Stellung der Knotenlinie der Mondbahn und der Knotenlinie des Äquators addieren oder subtrahieren sich die Neigungen der Mondbahn auf der Ekliptik und die Neigung der Ekliptik auf dem Äquator, so dass der Mond mit einer Periode von 18,6 Jahren abwechselnd einen Deklinationsbereich von ±28,6° oder nur ±18,4° überstreicht.
Diese Präzessionsbewegung der Mondbahn hat dieselbe Ursache wie die Präzessionsbewegung der Erdachse: die Anziehungskraft der Sonne versucht, die geneigte Mondbahn in die Ekliptikebene zu ziehen. Der auf dieser Bahn kreisende Mond reagiert wie ein Kreisel, der auf das äußere Drehmoment mit einem Verschwenken der Mondbahnachse reagiert.
Nähert sich der Mond beispielsweise dem absteigenden Bahnknoten, so bewirkt die zusätzliche, in Richtung der Ekliptikebene wirkende Störkraft, dass der Mond sich der Ekliptik schneller annähert, als es ohne Störkraft der Fall gewesen wäre. Der Mond durchstößt die Ekliptik daher früher und in einem steileren Winkel. Die Störkraft hat also die Knotenlinie dem Mond entgegengeschoben und die Bahnneigung vergrößert. Da die Knotenlinie jedes Mal in derselben Richtung verschoben wird, resultiert ein beständiger Umlauf der Knoten entlang der Ekliptik. Die kurzzeitig vergrößerte Bahnneigung hingegen wird nach Durchlaufen des Knotens wieder verringert. Die Störkraft vermindert nun die Geschwindigkeit, mit welcher der Mond sich von der Ekliptik entfernt, so dass seine Bahn wieder flacher wird. Die Bahnneigung erfährt daher nur eine regelmäßige Schwankung und ändert sich nicht wie die Knotenlinie beständig im selben Sinne.

### Schwankung der Bahnneigung

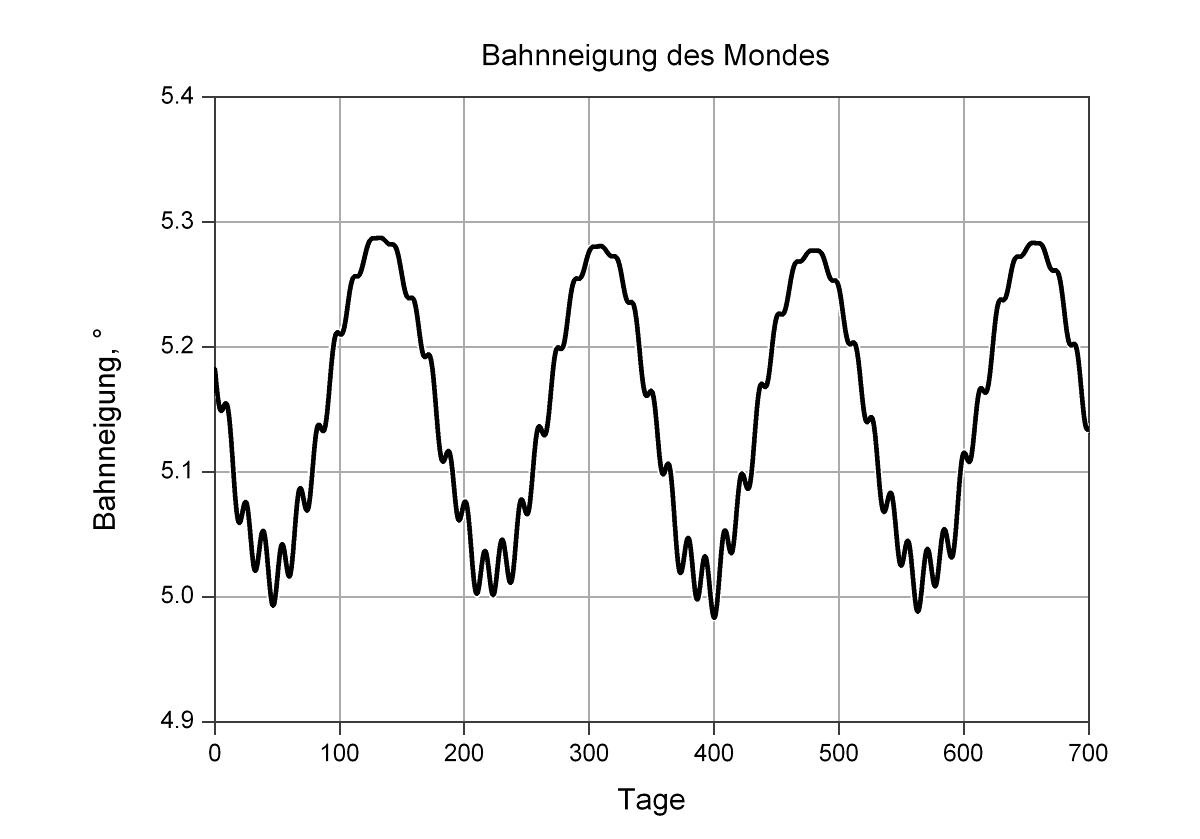
Schwankung der Bahnneigung.

Die Bahnneigung schwankt etwa ±0,15° um ihren Mittelwert. Die dominierende Schwankung hat eine Amplitude von 0,14° und eine Periode von 173,3 Tagen.
Der Reihenentwicklung
{\displaystyle {\begin{aligned}i=5{,}15668983^{\circ }&+0{,}13507^{\circ }\cdot \cos(2D-2F)\\&\pm \dots \end{aligned}}}
lässt sich entnehmen, dass die Neigung ein Maximum annimmt, wenn die Knotenlinie der Mondbahn in Richtung der Sonne zeigt (dann ist 2D − 2F = 0° oder 360°, also D = F oder F + 180°). Dies geschieht im Mittel alle 173,3 Tage (etwas weniger als ein halbes Jahr, da die Knotenlinie sich ja gleichzeitig retrograd um 0,05295 Grad pro Tag bewegt). Auch dieser Schwankung sind kleinere Schwankungen überlagert, welche in den Minima der Neigung ausgeprägter auftreten.
Die Bahnneigung schwankt, weil die Anziehungskraft der Sonne versucht, den Neigungswinkel zu verringern, indem sie den Mond in die Ekliptikebene zieht. Die Wirkung der Sonne ist maximal, wenn der Öffnungswinkel zwischen Ekliptik und Mondbahn in Richtung Sonne zeigt, die Knotenlinie also quer zur Sonnenrichtung steht. Sie ist Null, wenn die Knotenlinie in Richtung der Sonne zeigt; dann nimmt die Neigung wieder größere Werte an. Die Periode von 173,3 Tagen ist daher gerade ein halbes Finsternisjahr und die Bahnneigung ist stets dann maximal, wenn die Sonne in der Nähe eines Knotens steht, insbesondere also bei Finsternissen.
Die Schwankung der Bahnneigung wurde von Tycho Brahe entdeckt, der sie – nach bereits früher erfolgten Andeutungen – in einem Brief von 1599 erstmals definitiv beschrieb.

### Drehung der Apsidenlinie

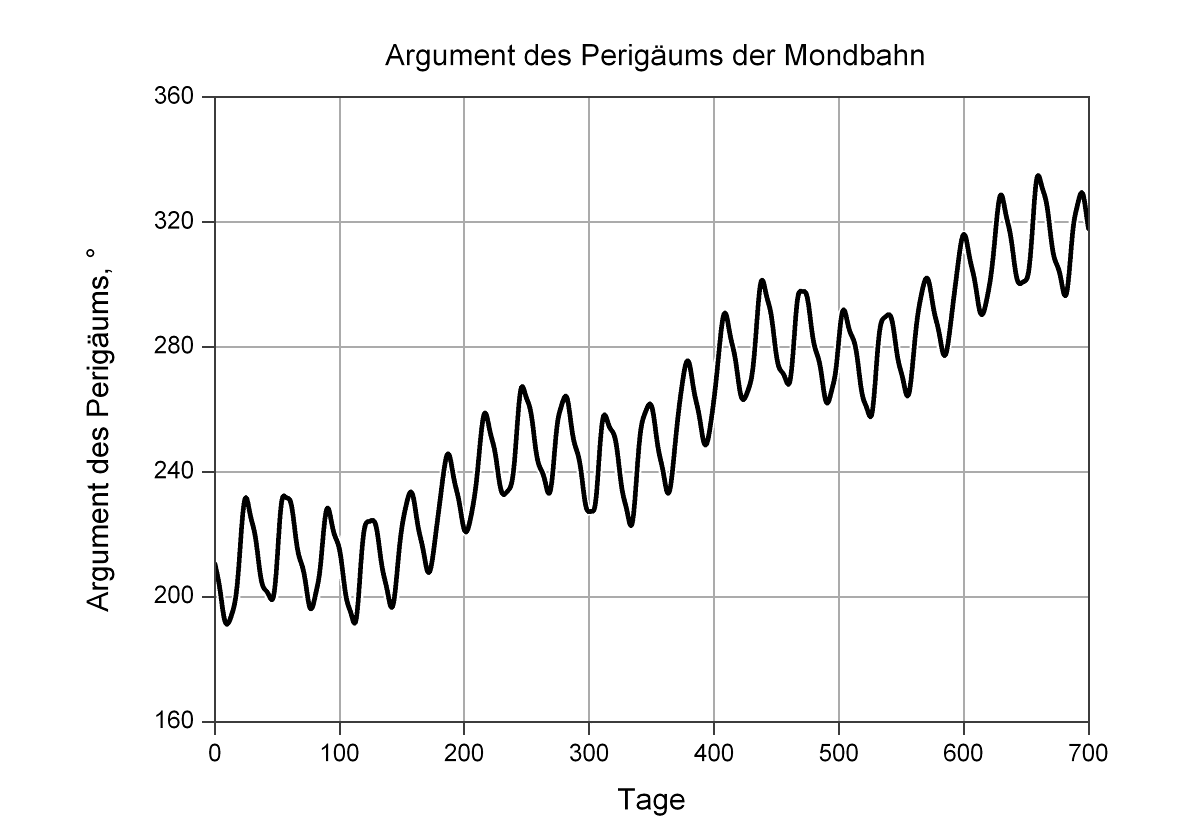
Bewegung des Perigäums

Drehung der Apsidenlinie

Auch die Apsidenlinie steht nicht fix im Raum; sie bewegt sich rechtläufig entlang der Mondbahn. Die Apsiden bewegen sich daher in derselben Richtung wie der Mond, weshalb ein anomalistischer Monat (Rückkehr zur selben Apside) länger ist als ein siderischer Monat (Rückkehr zum selben Fixstern).
Die mittlere Geschwindigkeit der Apsidendrehung beträgt in Bezug auf den Frühlingspunkt 40,7 Grad pro Jahr. Für einen vollständigen Umlauf brauchen die Apsiden 8,85 Jahre (genauer 3231,50 Tage; ein Umlauf bezüglich der Fixsterne dauert 3232,61 Tage)
Die größten Terme der überlagerten Schwankungen haben eine Amplitude von 15,448° bei einer Periode von 31,81 Tagen bzw. 9,462° bei einer Periode von 205,9 Tagen. Im Zuge dieser Schwankungen kann sich das Pergäum bis zu 30° von seiner mittleren Lage entfernen.
Die periodischen Geschwindigkeits- und Abstandsänderungen des Mondes beim Durchlaufen seiner elliptischen Bahn werden durch die veränderlichen Tangential- und Zentripetalkomponenten der auf den Mond wirkenden Erdanziehungskraft bewirkt. Die Störungen verändern diese Kraftkomponenten. Insbesondere verstärken und schwächen sie abwechselnd die Zentripetalkräfte, wobei die Schwächung jedoch überwiegt, wie eine genauere Betrachtung zeigt. Die Beschleunigung des Mondes in Richtung Erde wird dadurch vermindert, und nach einem vom Perigäum ausgehenden Bahndurchlauf hat sich der Mond der Erde nicht wieder so weit genähert, wie es ohne Störungen der Fall gewesen wäre. Der Mond braucht ein wenig länger, um wieder ein Perigäum zu erreichen; das Perigäum und damit die gesamte Apsidenlinie hat sich also in Richtung der Mondbewegung entlang der Bahn verschoben.

### Störungen in ekliptikaler Länge
Soll die Position des Mondes entlang der Ekliptik (seine ekliptikale Länge λ) unter Berücksichtigung der Störeinflüsse berechnet werden, so liefert die moderne Störungstheorie einen umfangreichen Satz von Korrekturtermen, welcher – zur gleichförmig anwachsenden mittleren Länge LM addiert – die korrekte Position ergibt. Die führenden Terme einer solchen Rechnung lauten:
{\displaystyle {\begin{alignedat}{3}\lambda =L_{M}&+6{,}289^{\circ }\cdot \sin(G_{M})&\quad &{\text{(Große Ungleichheit)}}&\quad &{\text{( 1)}}\\&-1{,}274^{\circ }\cdot \sin(G_{M}-2D)&&{\text{(Evektion)}}&&{\text{( 2)}}\\&+0{,}658^{\circ }\cdot \sin(2D)&&{\text{(Variation)}}&&{\text{( 3)}}\\&+0{,}214^{\circ }\cdot \sin(2G_{M})&&&&{\text{( 4)}}\\&-0{,}186^{\circ }\cdot \sin(G_{S})&&{\text{(Jährliche Gleichung)}}&&{\text{( 5)}}\\&-0{,}114^{\circ }\cdot \sin(2F_{M})&&{\text{(Reduktion auf die Ekliptik)}}&&{\text{( 6)}}\\&-0{,}059^{\circ }\cdot \sin(2G_{M}-2D)&&&&{\text{( 7)}}\\&-0{,}057^{\circ }\cdot \sin(G_{M}-2D+G_{S})&&&&{\text{( 8)}}\\&+0{,}053^{\circ }\cdot \sin(G_{M}+2D)&&&&{\text{( 9)}}\\&+0{,}046^{\circ }\cdot \sin(2D-G_{S})&&&&{\text{(10)}}\\&+0{,}041^{\circ }\cdot \sin(G_{M}-G_{S})&&&&{\text{(11)}}\\&-0{,}035^{\circ }\cdot \sin(D)&&{\text{(Parallaktische Gleichung)}}&&{\text{(12)}}\\&-0{,}031^{\circ }\cdot \sin(G_{M}+G_{S})&&&&{\text{(13)}}\\&-0{,}015^{\circ }\cdot \sin(2F_{M}-2D)&&&&{\text{(14)}}\\&\pm \dotsc &&&&\\&+{\text{säkulare Akzeleration}}&&&&\\\end{alignedat}}}
Ähnliche Reihenentwicklungen gibt es auch für die ekliptikale Breite und den Bahnradius des Mondes.
Da der Mond schon sehr früh die Aufmerksamkeit der messenden und rechnenden Astronomie auf sich zog, sind einige der größten Störterme schon seit langer Zeit bekannt und haben sogar eigene Namen.

„Die Entdeckung und klare Unterscheidung all jener Störungen der Mondbahn, die innerhalb der Genauigkeitsgrenzen einer Beobachtung mit bloßem Auge liegen, muss unter die bemerkenswertesten Errungenschaften früher Wissenschaft gezählt werden. So war die Grundlage bereitet, auf welcher Newtons Dynamik aufbauen konnte, um ein vereinigendes Erklärungsprinzip für eine Vielzahl scheinbar unzusammenhängender Effekte aufzudecken.“

#### Große Ungleichheit
Bei diesem Term handelt es sich nicht um eine Störung im eigentlichen Sinne, sondern lediglich um die Berücksichtigung der infolge der Bahnelliptizität ungleichförmigen Geschwindigkeit. Der Mond läuft in Perigäumsnähe schneller und in Apogäumsnähe langsamer als im Mittel. Bei einer mittleren Anomalie GM von ca. 90° oder 270° hat er daher jeweils seine maximale Abweichung von der mittleren Position erreicht.
Neben dem genannten führenden Term 6,289°·sinGM finden sich in der Störungsreihe auch die restlichen Terme der Mittelpunktsgleichung
{\displaystyle \nu -G_{M}=\left(2e\cdot \sin(G_{M})+{\frac {5}{4}}e^{2}\cdot \sin(2G_{M})+\dotsc \right){\frac {180}{\pi }}}
welche für eine Bahn der Exzentrizität e die Differenz zwischen wahrer Anomalie ν und  mittlerer Anomalie GM beschreibt (und damit eine Lösung des Keplerproblems darstellt). Term 4 der obigen Störungsreihe ist der nächstfolgende Term der Mittelpunktsgleichung. Die historisch gebräuchlichen Ausdrücke „Ungleichheit“ bzw. „Gleichung“ sind im Sinne von „Korrektur“ zu verstehen.
Insgesamt kann der Mond aufgrund der Mittelpunktsgleichung um ±6,2922° von der Position eines fiktiven gleichmäßig laufenden Mondes abweichen. Diese erhebliche Abweichung war bereits den antiken Astronomen bekannt. Die Babylonier beschrieben sie durch arithmetische Reihen, die griechischen Astronomen durch einen geeignet gewählten Epizykel.

#### Evektion
Die periodischen Störungen der Exzentrizität und der Lage des Perigäums verformen die Bahn dergestalt, dass der Mond – der verformten Bahn folgend – abwechselnd der mittleren Position vorangeht oder nacheilt.
Stehen Sonne, Erde und Mond in einer Linie (S–E–M oder S–M–E, Vollmond oder Neumond) so zieht die Sonne im ersten Fall die Erde stärker an als den Mond und im zweiten Fall den Mond stärker als die Erde. In beiden Fällen wird dadurch der Abstand zwischen Erde und Mond vergrößert und – nach dem Dritten Keplerschen Gesetz – die Geschwindigkeit des Mondes vermindert. Stehen Erde und Mond so, dass ihre Verbindungslinie senkrecht zur Sonnenrichtung liegt (Erstes oder Letztes Viertel), so werden beide zwar gleich stark von der Sonne angezogen, aber die Richtungen, in die sie gezogen werden, sind nicht exakt parallel, sie konvergieren zur Sonne hin. Es resultiert daher eine Anziehungskomponente, welche Mond und Erde aneinander annähert, wodurch die Geschwindigkeit des Mondes – wiederum nach dem Dritten Keplerschen Gesetz – zunimmt. Die größte Distanz zur ungestörten Position in der Bahn ist immer dann erreicht, wenn die eben beschriebene Geschwindigkeitsvariation das Vorzeichen wechselt und beginnt, im entgegengesetzten Sinne zu wirken. Dem eben beschriebenen Vorgang überlagert sich noch eine von der Exzentrizität der Mondbahn verursachte Geschwindigkeitsschwankung, so dass insgesamt ein komplizierter Verlauf der Störung resultiert.
In den Syzygien (2D = 0° oder 360°) reduziert der Störterm sich auf −1,274°·sin(GM). Die Evektion fällt also negativ aus, wenn der Mond zu diesem Zeitpunkt zwischen Perigäum und Apogäum steht (0 < GM < 180°) und positiv, wenn der Mond zwischen Apogäum und Perigäum steht (180° < GM < 360°). In den Quadraturen (2D = ±180°) herrschen die umgekehrten Verhältnisse.
In den Zwischenpositionen des Mondes ist der Verlauf der Evektion komplizierter, aber sie wird stets Null, wenn die Sonne sich in der Mitte zwischen dem Mond und dem Perigäum befindet (D = ½GM), oder von diesem Punkt 90° oder 180° entfernt ist. Ihre Maximalwerte von ±1,274° erreicht die Evektion mit einer Periode von 31,8 Tagen.
Entdeckt wurde die Evektion von Ptolemäus, nachdem offenbar schon Hipparch Anzeichen für Abweichungen vom einfachen Epizykelmodell festgestellt hatte. Es gelang Ptolemäus, ein Muster in den gemessenen Abweichungen zu erkennen und durch Einführung eines Kurbelmechanismus auch in seine Epizykeltheorie aufzunehmen.

#### Variation
Die Variation hängt nur von der Elongation D des Mondes ab, also von seinem Winkelabstand zur Sonne und damit indirekt von den Mondphasen. Sie verschwindet, wenn die Elongation 0°, 90°, 180° oder 270° beträgt, also bei Neumond, Vollmond und den beiden Halbmonden. Ihre Maximalwerte von ±0,658°  erreicht sie zwischen diesen Bahnpunkten, also in den so genannten Oktanten (45°, 135°, 225°, 315°). Sie variiert daher mit einer Periode von einem halben synodischen Monat.
Die Ursache der Variation liegt darin, dass in den Oktanten der Winkel, den die Verbindungslinie Erde–Mond zur Wirkungslinie von der Sonne zu Erde und Mond einnimmt, nicht wie bei der Evektion ein ganzzahliges Vielfaches von 90° ist, sondern eine ‚schräge‘ Komponente enthält, welche anstelle eines Annäherns oder Entfernens ein Vor- und Rückwärtsschieben des Mondes bezüglich seiner ungestörten Position bewirkt.
Die Größe der Variation hätte den antiken Astronomen durchaus erlaubt, sie zu entdecken; die Griechen benutzten jedoch hauptsächlich Finsternisse für Bahnbestimmungen des Mondes, wo die Variation Null wird und nicht zu bemerken ist. Sie wurde von Tycho Brahe entdeckt und erstmals 1595 in einem Brief an Hagecius erwähnt.

#### Jährliche Gleichung
Die Jährliche Gleichung führt dazu, dass sich der Mond etwas langsamer bewegt, wenn das Erde-Mond-System sich in Sonnennähe befindet (in der perihel-seitigen Hälfte der Erdbahn, gegenwärtig also im Winter) und etwas schneller in der aphel-seitigen Hälfte (also während des Sommers). Sie unterliegt einer Periode von einem anomalistischen Jahr und erreicht Maximalwerte von ±0,1864°.
Die Jährliche Gleichung wird durch die Exzentrizität der Erdbahn verursacht. Befindet sich das Erde-Mond-System in Sonnenferne, so ist die Anziehungskraft der Sonne im Verhältnis zur Anziehungskraft der Erde etwas geringer, und der Mond wird weniger weit durch die Sonne von der Erde weggezerrt. Er ist in dieser Situation der Erde also etwas näher und läuft daher schneller. Im Perihel dagegen wirkt die Anziehungskraft der Sonne stärker, der Mond wird weiter von der Erde weggezerrt und bewegt sich langsamer. Im Herbst läuft der Mond also seiner mittleren Position etwas voraus, im Frühling bleibt er etwas zurück. Damit ist auch eine Schwankung der Umlaufzeiten von ±10 Minuten verbunden.
Entdeckt wurde die Jährliche Gleichung unabhängig voneinander durch Kepler und Brahe.

#### Reduktion auf die Ekliptik
Die Reduktion auf die Ekliptik ist wiederum keine Störung im eigentlichen Sinne. Sie dient der Berücksichtigung des Umstands, dass die Ebene, in der sich der Mond bewegt und entlang welcher daher die Bahnkoordinate gezählt wird, gegen die Ekliptikebene geneigt ist, entlang welcher die ekliptikale Länge gezählt wird. Die deshalb erforderliche Umrechnung der Bahnkoordinate in die Ekliptikkoordinate kann durch eine Koordinatentransformation oder – wie hier – durch eine Reihenentwicklung geschehen.
Die Größe der Reduktion hängt vom gegenseitigen Abstand der beiden zueinander verkippten Koordinatenebenen am Ort des Mondes ab und somit von dem entlang der Bahn gezählten Abstand FM des Mondes vom aufsteigenden Bahnknoten. Die Reduktion auf die Ekliptik wird Null in den Bahnknoten und in der Mitte zwischen den Knoten (bei FM = 90° und 270°). Bei FM = 45°, 135°, 225° und 315° wird sie maximal. Sie variiert also mit einer Periode von einem halben drakonitischen Monat.
Ptolemäus kannte diesen Term, vernachlässigte ihn jedoch wegen seiner Kleinheit.

#### Parallaktische Gleichung
Die Parallaktische Gleichung nimmt Maximalbeträge von ±0,0356° an und hat eine Periode von einem synodischen Monat.
Sie kommt ähnlich zustande wie die Jährliche Gleichung. Der Neumond befindet sich näher an der Sonne als der Vollmond. Er wird daher durch die Sonne stärker von der Erde fortgezerrt und läuft wegen seiner größeren Entfernung langsamer als der Vollmond. Die deshalb langsam akkumulierende Abweichung von der ungestörten Position ist in den Halbmondphasen am größten.
Der Name dieser Störung stammt daher, dass sie vom Verhältnis der Entfernung Erde–Mond zur Entfernung Erde–Sonne abhängt und es daher erlaubt, aus einer genauen Untersuchung der Mondbewegung die Entfernung und damit die Parallaxe der Sonne zu bestimmen. Da nämlich die anderen Störungen primär von der Gravitationskraft der Sonne abhängen, d. h. einerseits von deren Entfernung, andererseits aber auch von deren Masse, lässt sich aus ihnen ohne unabhängige Bestimmung der Sonnenmasse nicht auf die Entfernung schließen. Die parallaktische Gleichung hingegen hängt nur von den Entfernungen und nicht von der Sonnenmasse ab.

#### Säkulare Akzeleration
Neben den aufgeführten periodischen Störungen unterliegt der Mond auch nichtperiodischen („säkularen“) Störungen, welche über die Jahrtausende hinweg zu einer (positiven oder negativen) Beschleunigung des Mondlaufs führen.
Die „gravitative Akzeleration“ wird dadurch bewirkt, dass die Exzentrizität der Erdbahn gegenwärtig abnimmt. Dadurch wird der Gravitationseinfluss der Sonne auf den Mond im Mittel geringer, was – wie schon bei der Jährlichen und der Parallaktischen Gleichung – zu einer geringfügig schnelleren Bewegung des Mondes führt. Diese Beschleunigung beträgt 6″/Jhdt2, so dass nach t Jahrhunderten ein Betrag von 6″·t2 zur Länge des Mondes zu addieren ist.
In entgegengesetzte Richtung wirkt die „gezeitenbedingte Akzeleration“. Die vom Mond auf den Erdozeanen aufgetürmten Gezeitenwellen werden von der Erdrotation seitlich versetzt, so dass sie nicht exakt in der Verbindungslinie Erde-Mond liegen und ihrerseits ein Drehmoment auf den Mond ausüben. Dieses Drehmoment führt dem Mond Drehimpuls und Energie zu, so dass er auf eine höhere, energiereichere Bahn gehoben wird, welcher aber nach dem Dritten Keplerschen Gesetz eine geringere Umlaufgeschwindigkeit entspricht. Diese Abbremsung beträgt etwa −26″/Jhdt2, so dass nach t Jahrhunderten ein Betrag von ½·26·t2 von der Länge des Mondes abzuziehen ist. Dass hier im Gegensatz zur gravitativen Akzeleration ein Faktor ½ auftaucht, ist lediglich auf entsprechende Konventionen zurückzuführen. Infolge der gezeitenbedingten Anhebung seiner Bahn entfernt sich der Mond pro Jahr um 3,8 cm von der Erde.

## Heliozentrische Mondbahn

Erd- und Mondbahn um die Sonne, Ausschnitt über einen Monat. Um den Vollmond herum (am oberen Bildrand) ist die Krümmung der Mondbahn größer, gegen Neumond (rechts) geringer, aber noch zur Sonne hin. Erde und Mond nicht maßstabsgetreu – die Erde wäre kleiner als die Linienbreite.

Der Mond läuft gemeinsam mit der Erde mit einer Geschwindigkeit von etwa 30 km/s um die Sonne. Seine Geschwindigkeit schwankt zwischen knapp 29 km/s (in Neumondposition) und ca. 31 km/s (bei Vollmond). Gewissermaßen überholt er bei Vollmond die Erde auf der Außenbahn, um dann bei Neumond auf der Innenbahn wieder hinter die Erde zurückzufallen. Dabei ist seine Bahn immer zur Sonne hin gekrümmt, denn deren Anziehung überwiegt die der Erde: Die Sonne ist zwar fast 400-mal weiter entfernt, hat aber die 333.000-fache Masse.

## Topozentrische Mondbahn
In einem topozentrischen Bezugssystem, also für den auf der Oberfläche der rotierenden Erde befindlichen Beobachter, zeigt der Mond wie auch alle anderen Himmelskörper eine tägliche Bewegung. Diese scheinbare Bewegung wird durch die Rotation der Erde verursacht und lässt Himmelskörper über dem östlichen Horizont aufgehen und hinter dem westlichen untergehen. Pro Stunde beträgt sie 360°/24 = 15°, was etwa dem Dreißigfachen des scheinbaren Monddurchmessers entspricht. Die tatsächliche Bewegung des Mondes auf seiner Bahn um die Erde vollzieht sich jedoch in entgegengesetzter Richtung. Diese ist für einen aufmerksamen Beobachter leicht festzustellen: Steht der Mond beispielsweise zu einem gegebenen Zeitpunkt in der Nähe eines bestimmten Sterns, so hat er sich eine Stunde später bezüglich dieses Sterns um etwa einen Monddurchmesser in östliche Richtung bewegt. Der Abstandswinkel beträgt 24 Stunden später etwa 13° und summiert sich im Laufe von etwas mehr als 27 Tagen, einem siderischen Monat, auf 360°, eine volle Umdrehung vor dem Fixsternhintergrund.
Die topozentrische Mondbahn weicht aufgrund der Parallaxe von der geozentrischen Mondbahn ab: Je weiter ein Beobachter von der Verbindungslinie der Mittelpunkte von Erde und Mond entfernt ist, desto mehr weicht der Mond von der Position ab, die er von dieser Verbindungslinie (bzw. hypothetisch vom Erdmittelpunkt aus „gesehen“) hat. Dieser Abstand und seine Richtung ändern sich auch mit der Erdrotation. Ein stationärer Beobachter wird also eine entsprechende „Bahnstörung“ beobachten, deren Stärke von der geographischen Breite des Standorts abhängt.
Die folgenden Absätze beschreiben daher den Tagbogen der Mondbahn mit geozentrischem Bezug auf den Erdmittelpunkt.
Der Mond läuft bezüglich der Fixsterne in einem siderischen Monat von 27,3 Tagen einmal rund um den Himmel, an einem Tag also im Mittel etwa 13,2°. Die scheinbare tägliche Drehung des Sternenhimmels in Gegenrichtung legt diesen Winkelbetrag in gut 50 Minuten zurück. Im Mittel um etwa diese Zeitspanne versetzt findet daher ein Höchststand des Mondes, seine  Kulmination, später als der vorige statt. Diese Verspätung gilt auch für die Termine von Auf- und Untergang des Mondes, wenn von topozentrischen Umständen wie der geographischen Breite abgesehen werden kann. So geht der Mond jeden Tag durchschnittlich um eine knappe Stunde später auf und unter als am Vortag. Der Neumond geht morgens gemeinsam mit der Sonne auf, im ersten Viertel stehend geht der Mond etwa mittags auf, als Vollmond dann abends, und im letzten Viertel erst gegen Mitternacht. Die Untergangszeiten ergeben sich mit entsprechenden Zuschlägen. Aus der Kenntnis der Mondphase lassen sich also Auf- und Untergangszeit abschätzen, allerdings nur grob.
Schon die Intervalle von einer Kulmination zur nächsten können um gut eine Viertelstunde schwanken, zwischen 24h 48′ und 25h 06′. Noch stärker schwanken die Termine der Auf- und Untergänge. Die mittlere Umlaufzeit des Mondes bezogen auf die Stellung zur Sonne, ein synodischer Monat, dauert etwa 29,5 Tage, doch können sich die Lunationen von einem Neumond zum nächsten Neumond schon um mehr als 3 Stunden unterscheiden. Über ein Jahrzehnt hinweg ergeben sich für die Dauer eines Mondphasenzyklus Abweichungen von über ±6 Stunden vom Mittelwert. Da sich einige jener Effekte, welche Schwankungen der Bahngeschwindigkeit bewirken, während des gesamten Umlaufs ausgleichen, werden die Unterschiede in der Dauer noch größer, wenn man einzelne Quartale des Phasenzyklus betrachtet. Der zeitliche Abstand zweier Mondphasen – etwa im letzten Viertel von (abnehmendem) Halbmond zum nachfolgenden Neumond – kann im 21. Jahrhundert mehr als 20 Stunden über dem Durchschnittswert liegen, und mehr als 19 Stunden darunter – so im zweiten Viertel von (zunehmendem) Halbmond zum nachfolgenden Vollmond (Ende Juni 2003). Der durchschnittliche Wert für ein synodisches Lunarquartal beträgt rund 7 Tage 9 Stunden.
Da der Mond sich stets in der Nähe der gegen den Äquator geneigten Ekliptik bewegt, überstreicht er beim Durchlaufen seiner Bahn einen ähnlichen Nord-Süd-Bereich wie die Sonne, allerdings nicht wie diese einmal im Jahr, sondern einmal im Monat. Der Vollmond als auffälligste Mondphase steht der Sonne am Himmel stets gegenüber, befindet sich also im südlichen Ekliptikabschnitt, wenn die Sonne sich im nördlichen befindet (auf der Nordhemisphäre im Sommer) und umgekehrt (im Winter). Vollmonde stehen daher im Sommer niedrig und im Winter hoch am Himmel. Befindet sich der Mond im ersten Viertel, so steht er im Frühling hoch und im Herbst niedrig usw. Aus der Kenntnis von Jahreszeit und Mondphase lassen sich also Kulminationshöhe sowie Auf- und Untergangsrichtung abschätzen.
Da die Bahn des Mondes um 5° gegen die Ekliptik geneigt ist, überstreicht er zwar nahezu aber nicht exakt denselben Nord-Süd-Bereich wie die Sonne. Liegt die Knotenlinie seiner Bahn so, dass sich die Bahnneigung bezüglich der Ekliptik und die Neigung der Ekliptik bezüglich des Äquators addieren, dann erreicht der Mond maximale Deklinationen bis zu ±28,6°; entsprechend überstreichen seine Auf- und Untergangspunkte einen besonders weiten Bereich am Horizont („Große Mondwende“, zuletzt im Jahre 2006). Die Wintervollmonde stehen dann besonders hoch und die Sommervollmonde besonders niedrig. 9,3 Jahre später hat sich die Knotenlinie um 180° gedreht, die Neigungen von Mondbahn und Ekliptik sind gegenläufig und der Mond erreicht nur Deklinationen von ±18,4°. Sein Auf- und Untergangsbereich am Horizont hat nun die geringste Ausdehnung („Kleine Mondwende“).
Das bedeutet, dass die Inklination der Mondbahn zum Erdäquator zwischen 18,4° und 28,6° schwankt.
Wegen der Neigung der Mondbahn gegen die Ekliptik kann der Mond nicht nur Sterne bedecken, welche sich auf der Ekliptik befinden, sondern insgesamt Sterne, welche in einem Abstand bis zu ±6,60° beiderseits der Ekliptik liegen (zu den von der Bahnneigung bewirkten 5° sind noch die Parallaxe des Mondes und sein Scheibenradius zu addieren). In einem gegebenen Monat bedeckt der Mond allerdings nur jene Sterne, welche in unmittelbarer Nähe seiner momentanen Bahn liegen. Infolge der Knotenpräzession verschiebt sich die Bahn bei jedem Umlauf ein wenig, und nach spätestens 18,6 Jahren ist die Bahn über jeden erreichbaren Stern hinweggezogen.
Außerdem fallen beim Mond wegen dieser Auf- und Abwärtsbewegung in Bezug zur Ekliptik (obere) Kulmination (Höchststand) und Meridiandurchgang (Stand genau im Süden) nicht zusammen. Für die kumulierten Effekte der oszillierenden Horizonthöhen der Kulmination im Laufe des Monats finden sich die Ausdrücke nidsigend und obsigend (steigender und fallender Mond).
Diese Berechnungen der Mondtermine (Auf-, Untergang, Kulmination/Meridiandurchgang, scheinbare Helligkeit, und insbesondere Finsternisse und Bedeckungen) gehören wegen der stark gestörten Bahn des Mondes und seiner Nähe zur Erde zu den komplexesten Aufgaben der Ephemeridenrechnung. Sie gehören zu den klassischen Anblicksproblemen in der astronomischen Phänomenologie.